# Jean V de Bertrand
Pour les articles homonymes, voir Jean de Bertrand et Bertrand.
Jean de Bertrand (Bertrandis), mort le 24 septembre 1432, est un prélat savoyard du XVe siècle, issu de la famille de Bertrand, qui a été évêque de Genève, sous le nom de Jean II , puis archevêque-comte de Tarentaise, sous le nom de Jean V.

## Biographie

### Origines
Jean de Bertrand est membre de la famille noble de Bertrand. Il le fils de noble Pierre, seigneur de La Pérouse et Chamousset, et d'Antoinette Séchal. Il est ainsi le neveu de Aymon Séchal,, administrateur de Tarentaise et Patriarche de Jérusalem, partisan d'Avignon. Il est aussi le neveu du cardinal-archevêque, Antoine de Challant.
Il est qualifié de gentilhomme, « efegantissimus pastor » (Roubert 1961).

### Formation et carrière ecclésiastique
Il est fait docteur ès lois, à l'issue de ses études à l'université de Montpellier, puis à celle d'Orléans.
En 1378, Jean de Bertrand est mentionné comme chanoine de Sion (1378). On le retrouve doyen de Valère (1394-1405). Il est parallèlement vicaire général et official du diocèse de Tarentaise (1402). En 1405, il est chanoine de Chartres et de Saint-Pierre de Genève, ainsi qu'official de Genève (1405, 1408).

### Évêque de Genève
Il est choisi par le Chapitre pour succéder à Guillaume de Lornay sur le trône de Genève, le 31 octobre 1408. Le Pape Benoît XIII annule cette élection car il avait un autre candidat en lice, toutefois afin de ne pas s'opposer au Chapitre, il pourvoit Jean de Bertrand du diocèse de Genève, le 14 décembre 1408,,.
Quelques jours plus tard, le 10 janvier 1409, il « jure sur le maître-autel
de la cathédrale l'observation des franchises municipales ».
Il réalise des visites de son diocèse au cours de la période 1411-1413, puis en 1414.
Il assiste au concile de Constance en 1417 et semble en être revenu profondément dégoûté de la corruption de la cour de Rome[réf. nécessaire]. Dès qu'il est nommé évêque de Genève, il débute dans son ministère il excommunie tous les prêtres prévaricateurs, sous le double rapport des finances et de la moralité[réf. nécessaire]. Les comtes de Savoie, qui viennent d'être créés ducs, sont obligés de reconnaître son pouvoir, et de solliciter son autorisation lorsqu'ils veulent résider au château de l'Isle[réf. nécessaire].
Il participe au conclave permettant l'élection du futur pape Martin V, dont il est un proche.

### Archevêque-comte de Tarentaise
Il est nommé par bulle de Martin V, du 23 septembre 1419, Archevêque-comte de Tarentaise,,. Il semble avoir obtenu une certaine protection du duc de Savoie.
En 1430, il est chargé de réunir un concile provincial.
Il meurt le 24 septembre 1432, selon le Dictionnaire historique de la Suisse. Toutefois, les auteurs régionaux donnent pour date le 24 septembre,.

## Héraldique et sceau

Blason familial : D'or, à un lion de sable, armé, couronné et lampassé de gueules.

Selon l'Armorial genevois (1849), les armes du prélat portent un lion que l'on retrouve sur les sceaux de la période.
« s:IOHIS: DE: BERTRANDIS: DEI: GRA: EPI:GEBENNEN: ET: PRINCIPIS »